# Al-Wahda (Saudi-Arabien)
Al-Wahda (arabisch نادي الوحدة, DMG Nādī l-Waḥda) ist ein 1945 gegründeter Sportverein aus Mekka und damit einer der ältesten Klubs Saudi-Arabiens.

## Abteilung Fußball
Der Verein spielt in der höchsten Liga des Landes, der Saudi Professional League. Der Spitzname der Spieler lautet „die Ritter Mekkas“ (فرسان مكة). Die Heimspiele werden im 38.000 Zuschauer fassenden König-Abd-al-Aziz-Stadion ausgetragen.

Altes Logo von al-Wahda

### Vereinserfolge

#### National
- King Cup

Gewinner 1957, 1966
Finalist 1958, 1959, 1960, 1961, 2023
- Saudi Crown Prince Cup

Gewinner 1960

### Bekannte Trainer
- Theo Bücker (2006–2007, 2008–2009)

### Aktueller Kader
Stand: 16. Oktober 2024
| Nr. |               | Position | Name                    |
| --- | ------------- | -------- | ----------------------- |
| 1   | Saudi-Arabien | TW       | Abdullah Al-Oaisher     |
| 2   | Saudi-Arabien | AB       | Saeed Al-Mowalad        |
| 4   | Saudi-Arabien | MF       | Waleed Bakshween        |
| 5   | Marokko       | AB       | Jawad El Yamiq          |
| 6   | Rumänien      | MF       | Alexandru Crețu         |
| 8   | Saudi-Arabien | MF       | Ala'a Al-Hajji          |
| 9   | Nigeria       | ST       | Odion Ighalo            |
| 10  | Curaçao       | MF       | Juninho Bacuna          |
| 11  | Irak          | ST       | Youssef Amyn            |
| 12  | Uruguay       | TW       | Ignacio De Arruabarrena |
| 13  | Saudi-Arabien | AB       | Mishal Al-Alaeli        |
| 14  | Saudi-Arabien | AB       | Bandar Darwish          |
| 15  | Saudi-Arabien | ST       | Azzam Al-Bishi          |
| 16  | Saudi-Arabien | MF       | Nawaf Al-Azizi          |

| Nr. |               | Position | Name                    |
| --- | ------------- | -------- | ----------------------- |
| 17  | Saudi-Arabien | AB       | Abdullah Al-Hafith      |
| 18  | Tunesien      | MF       | Saad Bguir              |
| 19  | Saudi-Arabien | AB       | Saad Al-Qahtani         |
| 21  | Saudi-Arabien | TW       | Abdulrahman Al-Shammari |
| 22  | Saudi-Arabien | AB       | Ali Makki               |
| 23  | Australien    | ST       | Craig Goodwin           |
| 24  | Saudi-Arabien | ST       | Abdulaziz Noor          |
| 28  | Saudi-Arabien | ST       | Hussain Al-Eisa         |
| 35  | Marokko       | MF       | Mohamed Al Makahasi     |
| 47  | Saudi-Arabien | TW       | Ahmed Al-Rashidi        |
| 49  | Saudi-Arabien | AB       | Ali Al-Salem            |
| 77  | Saudi-Arabien | ST       | Murad Khadhari          |
| 80  | Saudi-Arabien | ST       | Yahya Naji              |
|     | Saudi-Arabien | ST       | Sultan Akouz            |

## Abteilung Handball
Im Handball trat der Verein international beim IHF Super Globe 2019 und 2021 an.